# Hadenina
De Hadenina zijn een subtribus van vlinders in de tribus Hadenini van de familie uilen (Noctuidae).

## Geslachten
- Enterpia
- Hadena